# Perissogorgia penna
Perissogorgia penna är en korallart som beskrevs av Bayer och Carlo de Stefani 1989. Perissogorgia penna ingår i släktet Perissogorgia och familjen Primnoidae. Inga underarter finns listade i Catalogue of Life.